# The Palazzo
The Palazzo is een luxueus hotel en casino langs de The Strip in de stad Las Vegas in de Verenigde Staten. The Palazzo is eigendom van de Las Vegas Sands. Het ontwerp ademt een moderne en luxe Europese sfeer uit.
Een deel van het resort werd al op 30 december 2007 geopend voor het grote publiek. De officiële opening werd op 17 januari 2008 verricht.
Het resort met een kostenplaatje van 1,8 miljard dollar omvat een lobby waar de gasten arriveren onderaan een 18 meter hoge glazen koepel met een fontein van twee verdiepingen hoog.
Hoewel het resort als een zelfstandige onderneming wordt gepromoot, is het eigenlijk een verlengde van The Venetian en het Sands Expo-complex langs de Las Vegas Strip. Het casino in The Palazzo wordt zoals enkele andere casino's langs de Strip, uitgebaat onder de licentie van een ander casino, in dit geval van The Venetian.
Het hotel is verbonden met The Venetian en aan de andere zijde via een loopbrug met the Wynn.
De hoteltoren herbergt 3068 suitekamers en 375 conciërge-suites en is 196 meter hoog. Daarmee is het het hoogste gebouw van Nevada.

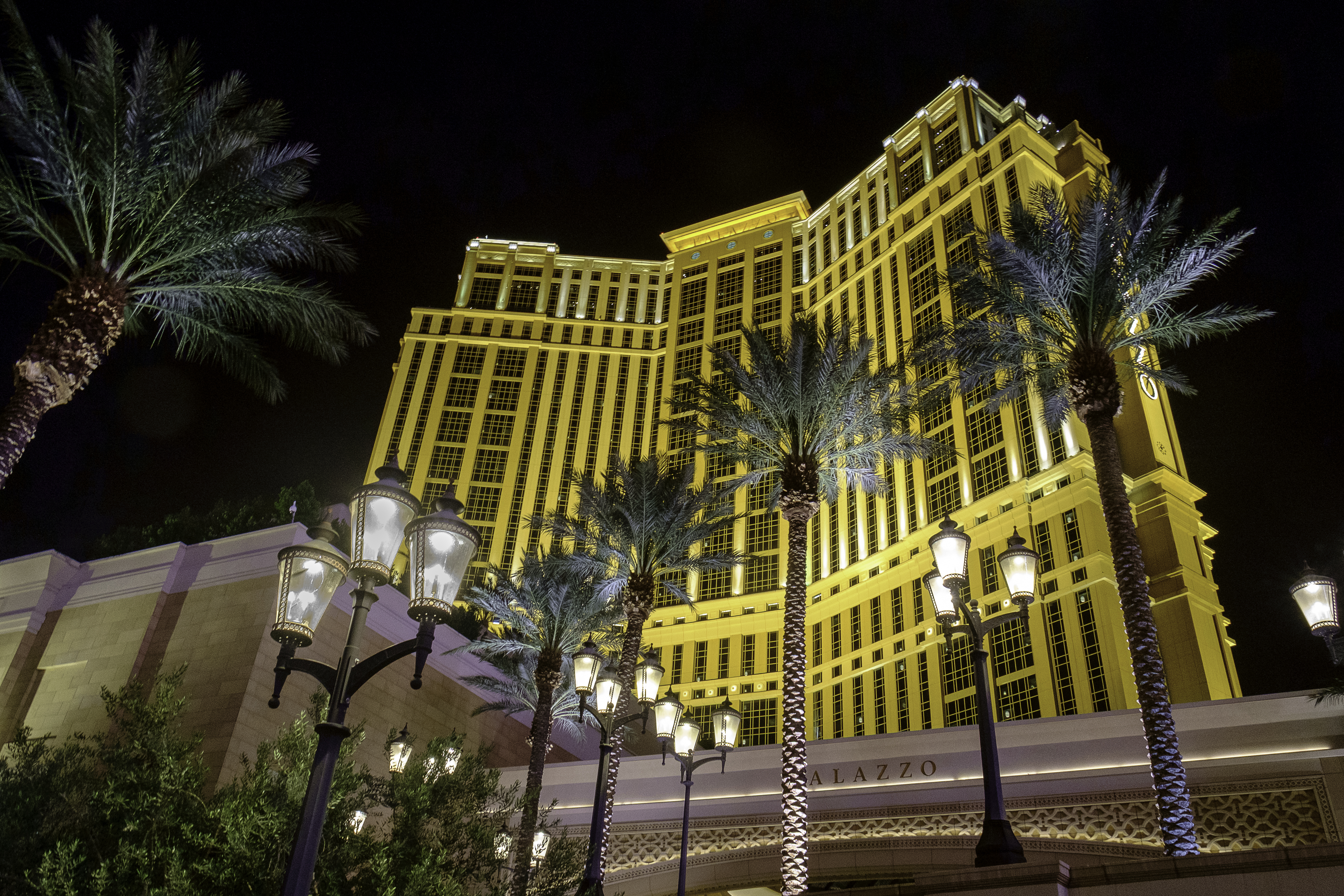
The Palazzo bij avond
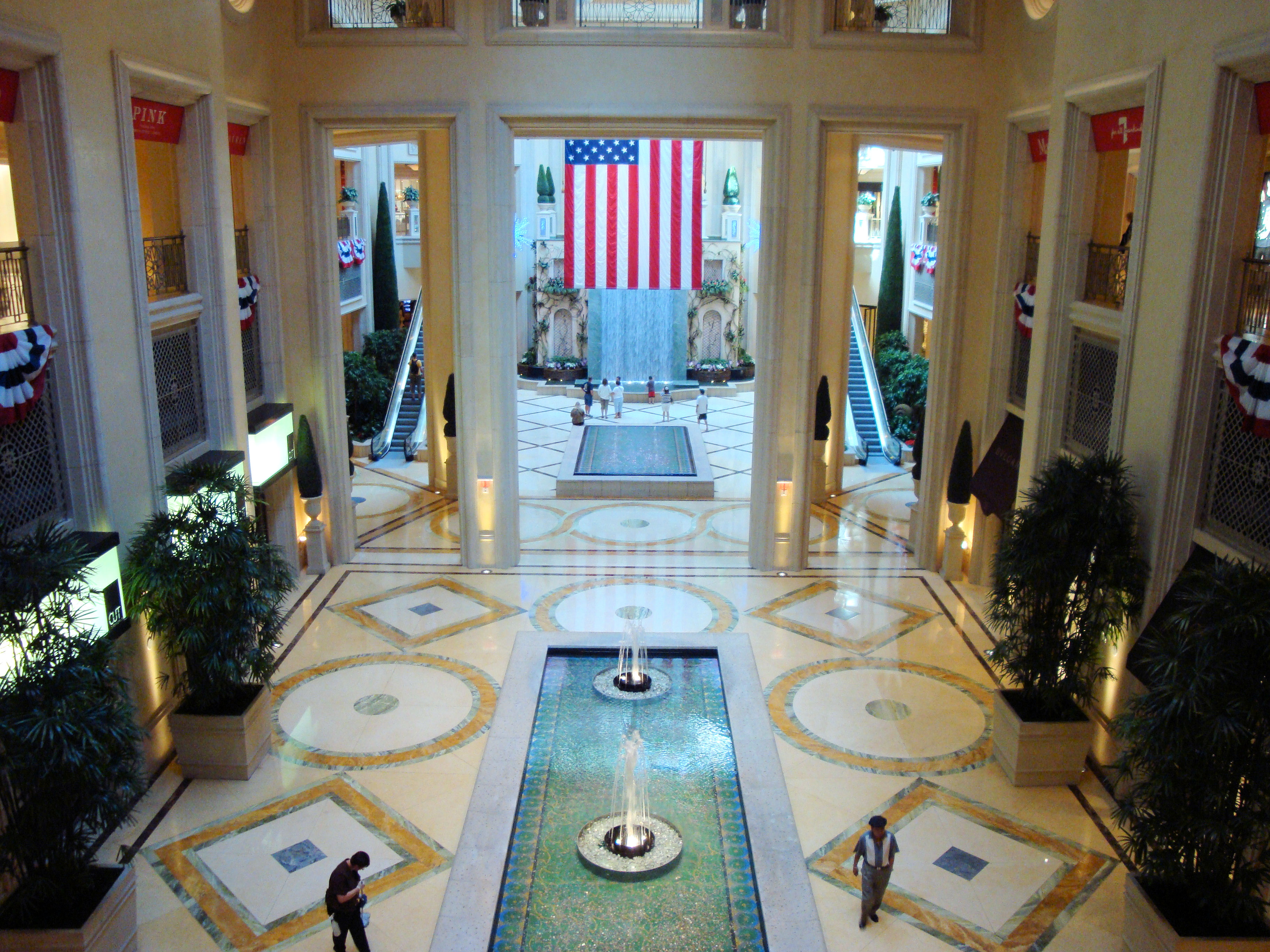
Atrium
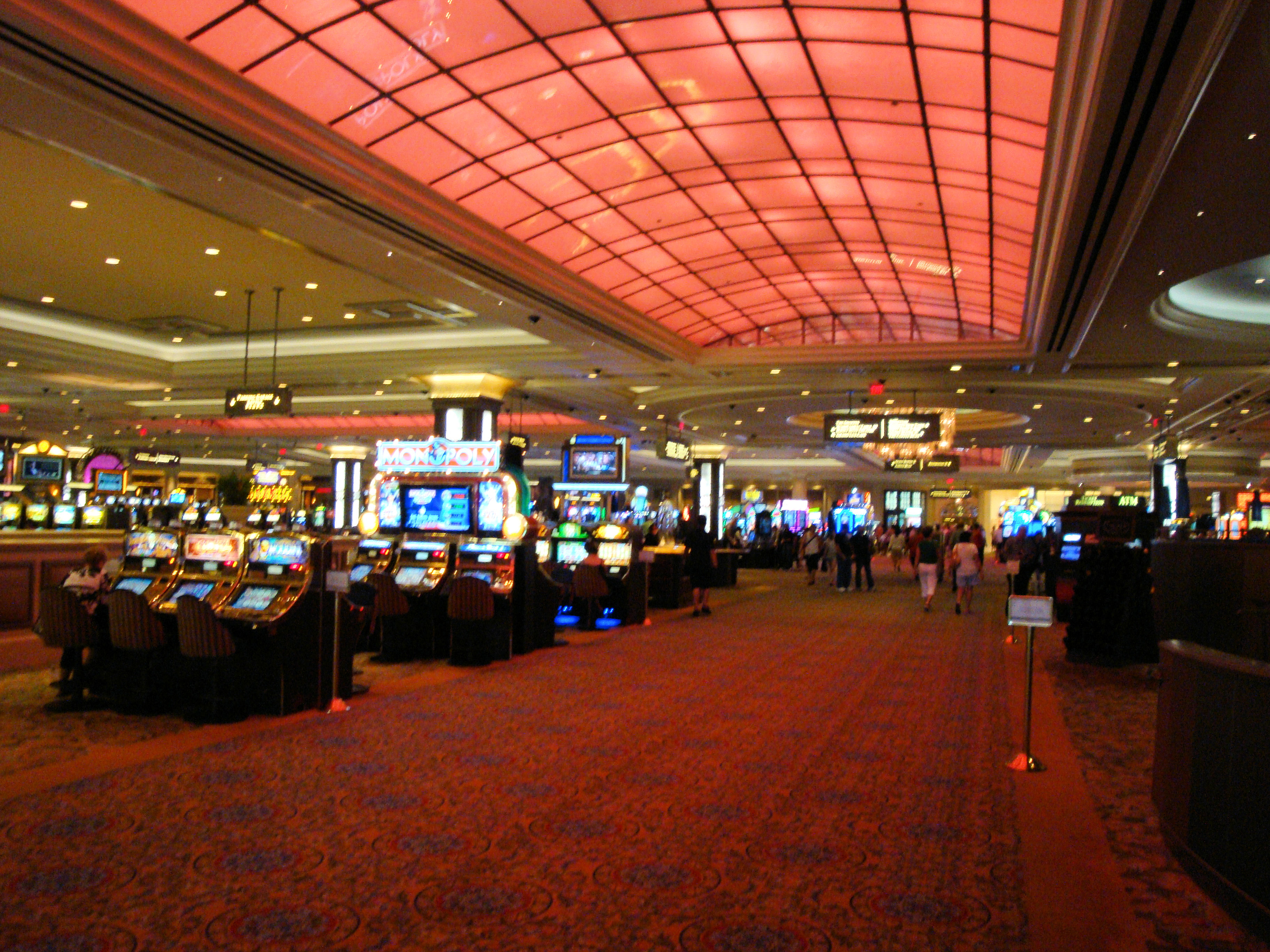
Interieur